# 劉炳章
劉炳章，GBS，JP（1951年10月3日—），出生於中國廣東潮安，中國人民政治協商會議全國委員，上海市人民政治協商會議委員，基本法推廣督導委員會委員，香港專業聯盟主席，香港理工大學校董會成員，專業服務協進支援計劃評審委員會副主席，長遠房屋策略督導委員會成員，經濟發展委員會委員，大嶼山發展諮詢委員會委員。目前為伯恩資產管理有限公司董事總經理，香港鐵路有限公司獨立非執行董事，建滔積層板控股有限公司獨立非執行董事。曾任香港測量師學會會長，英國皇家特許測量師學會香港分會會長，市區重建局董事會非執行董事，香港城市大學校董會成員，香港立法會議員。2004年香港立法會選舉競逐連任時落選。
2011年至2012年任香港特別行政區行政長官候選人梁振英競選辦公室副主任。

## 「你哋無資格講」
身兼港鐵非執行董事及測量師的劉炳章，於7月1日出席香港電台電視部節目《城市論壇》時，被熱血公民主席兼立法會議員鄭松泰質問有關沙中綫工程醜聞；劉反指鄭「挑動矛盾」，更大聲強調稱「講港鐵我最有資格講，你哋完全冇資格講」。

## 涉利益輸送
2004年12月13日，劉炳章遭廉政公署拘捕，被指涉嫌在2004年立法會選舉中向另一名準候選人陳佐堅提供利益，誘使陳佐堅不參加選舉，涉嫌違反《選舉（舞弊及非法行為）條例》第 7(1)(a)(i) 條。劉炳章經審訊後獲無罪釋放，代表劉炳章的為資深大律師清洪。

## 參與小桃源飯局
2012年2月，當時身為梁振英競選辦公室副主任的劉炳章，與新界一些鄉事派進行會面，不過除了鄉事派之外，飯局竟然還有黑幫人士在場，包括黑幫和勝和前坐館「上海仔」郭永鴻和高層「囝囝」張銓漢，事件在社會引起轟動，有指特首候選人公然跟黑幫勾結，大搞「黑金政治」。而梁振英當時的支持度亦大幅下挫。

## 榮譽
- 2004年 銀紫荊星章[3][4]

## 外部連結
- 明報新聞網：劉炳章賄選脫罪